# Vincent Council
Vincent Council (New York, 15 ottobre 1990) è un ex cestista statunitense.